# Museo de Mahdía
El Museo de Mahdía es una institución de la ciudad de Mahdía en Túnez, situado en la plaza de acceso a la ciudad vieja justo al lado de la puerta de Skifa Kahla. 
El edificio consta de dos plantas y en la primera se presentan objetos púnicos y romanos de la gobernación de Mahdía; en la segunda se exhiben objetos aglabíes, del califato fatimí y de la dinastía bereber de los ziríes; dos salas separadas muestran por un lado joyas y monedas de diversas épocas y por la otra telares manuales utilizados en la región. 
El museo también tiene una sección dedicada a la arqueología subacuática, incluido el naufragio de Mahdía. El naufragio de un buque mercante griego del período helenístico hundido durante una tormenta en el siglo I a. C., contenía un rico cargamento de obras de arte y elementos arquitectónicos entre los que había gran cantidad de columnas, así como muchas esculturas de mármol y bronce. De las obras encontradas muy pocas se exhiben en el Museo de Mahdía, la mayoría fueron trasladadas y están expuestas en el Museo Nacional del Bardo. 
Junto al museo, saliendo a un pequeño patio, se puede subir a la torre que hay encima de la puerta de SkifaF Kahla. Este patio no es accesible al público en general. Desde la parte superior se domina una vista espléndida sobre la ciudad y el puerto.

## Galería de imágenes

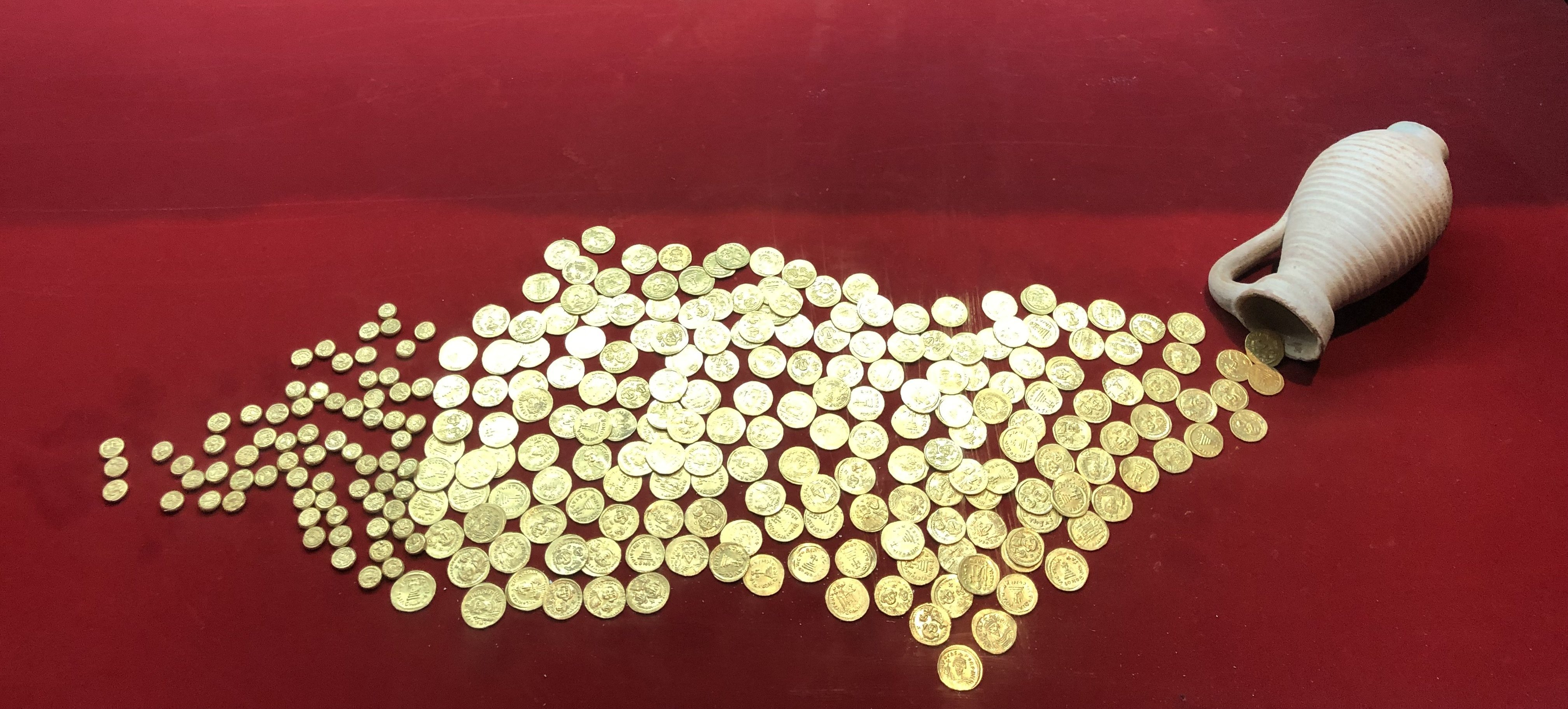
Monedas bizantinas
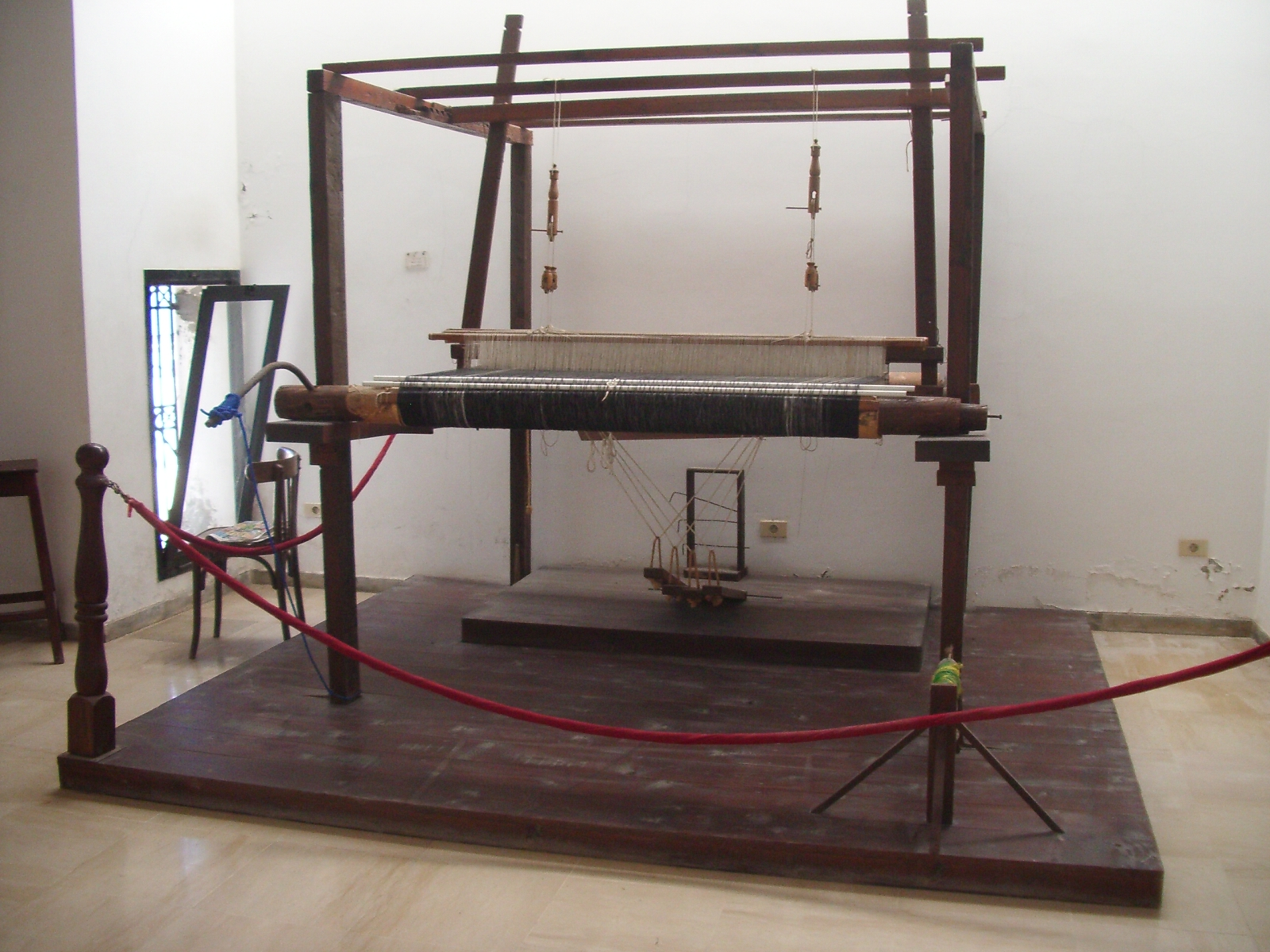
Telar manual
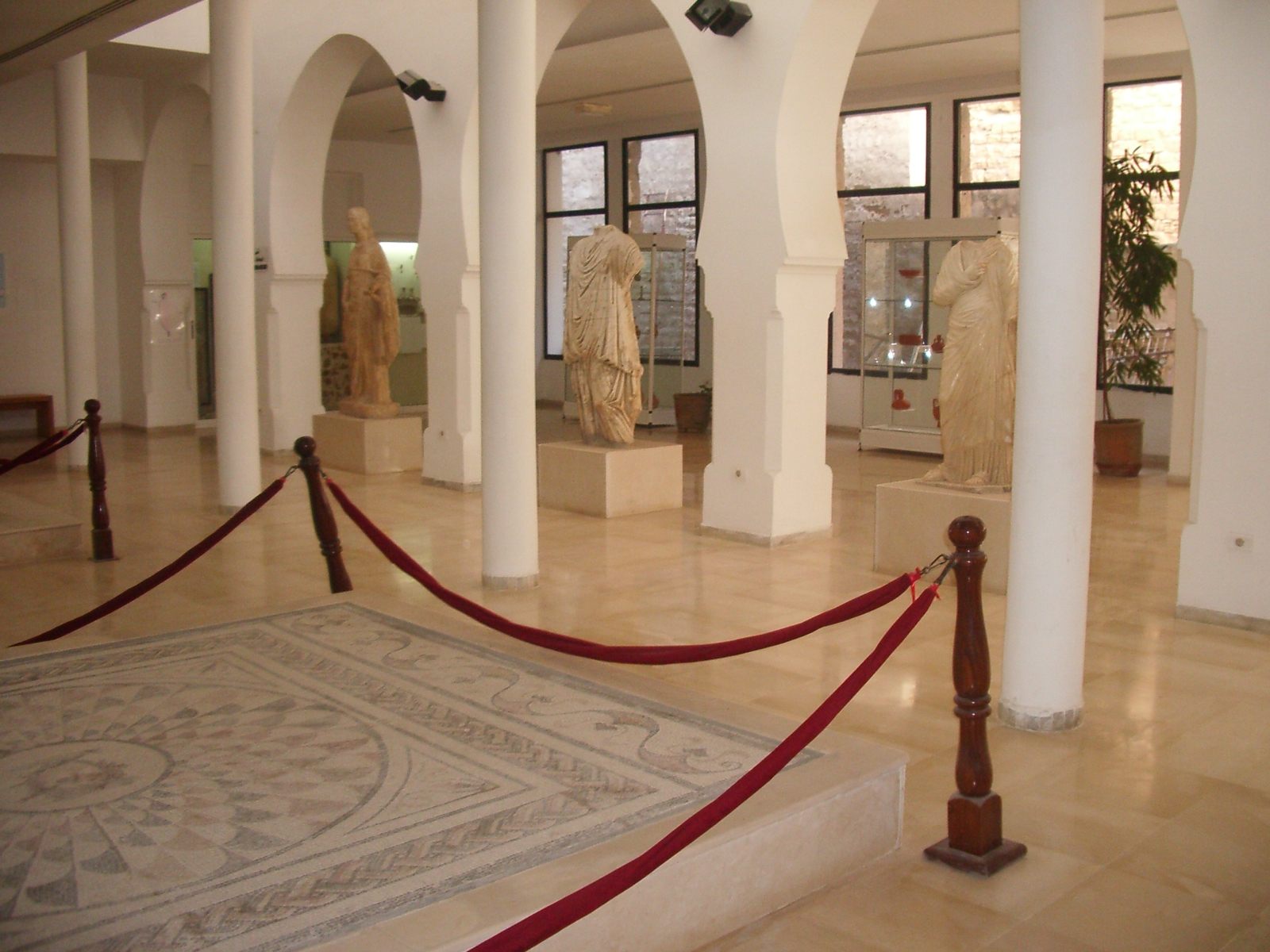
Zona romano púnica
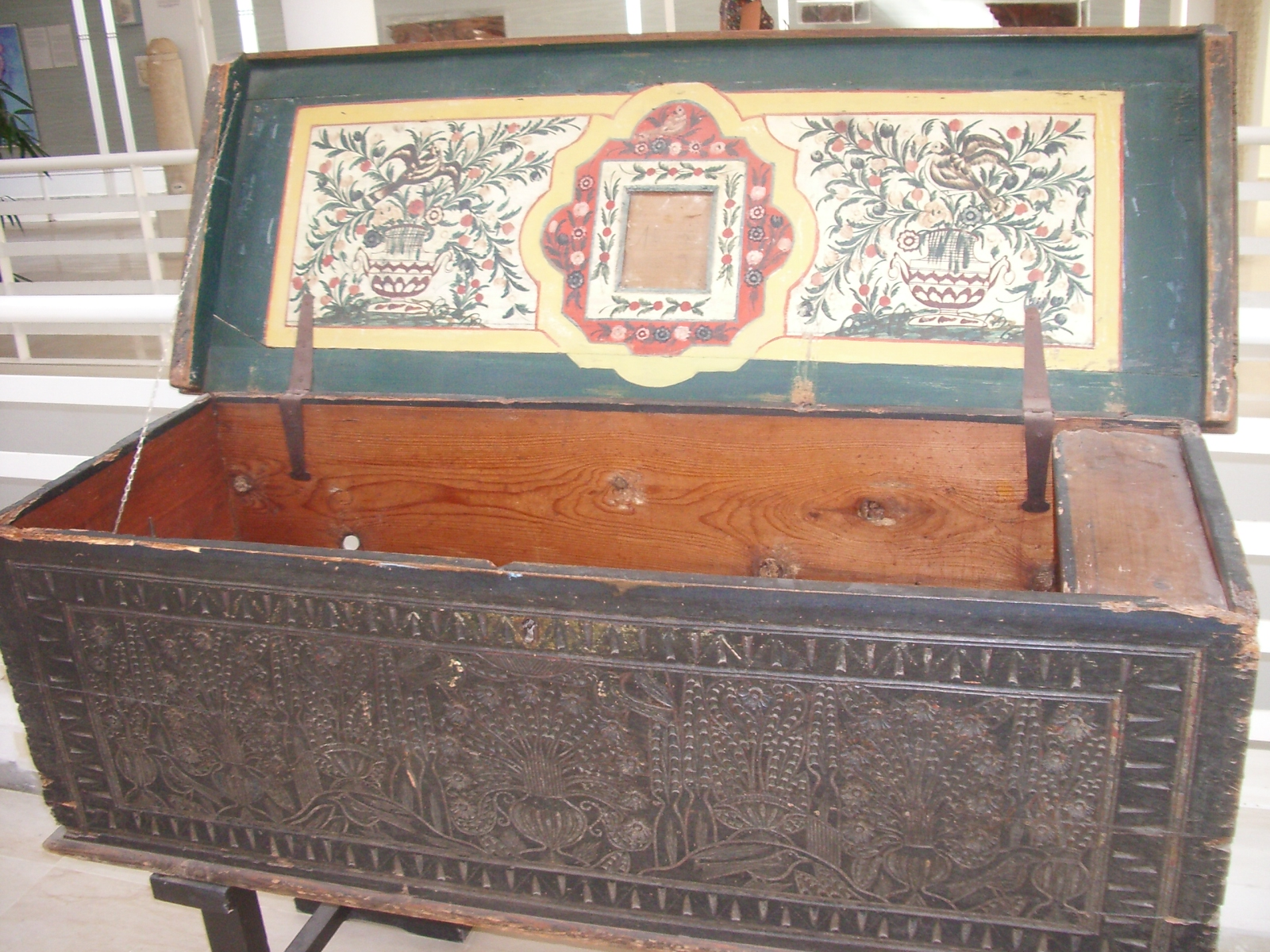
Zona musulmana